# 瘋狂時代
《瘋狂時代》（或稱Maniac Mansion II: Day of the Tentacle）是美國遊戲商LucasArts於1993年發行；以穿越時光為題材的電子冒險遊戲，並且是1987年發行的《瘋狂大樓》續作。
在發行多年後有被另間遊戲商Double Fine Productions在2016年3月期間於PC、PlayStation 4、PlayStation Vita等平台上推出重製版本。

## 劇情簡介
故事開頭是從前作《瘋狂大樓》中；居住在瘋狂科學家佛瑞德·愛迪生博士（Dr. Fred Edison）的大宅裡，外觀像章魚腳、三角錐形狀模樣的外星生物紫吸盤（Purple Tentacle）與綠吸盤（Green Tentacle）所開始。
某一天紫吸盤和綠吸盤在佛瑞德博士的實驗室外頭閒晃時，紫吸盤在好奇心下直接喝了從實驗室所排放出來的有毒廢水。而原先身軀並沒有四肢的紫吸盤在喝下廢水後，除了發生長出雙臂、智力提升等異變外心中也冒出想要征服整個世界的念頭。當佛瑞德博士發現此狀況後，便將紫吸盤和綠吸盤給抓住、想將它們一同處決掉。
而害怕生命安危的綠吸盤便趕緊在佛瑞德博士行動前，寫了求救信給它在前作《瘋狂大樓》認識的人類朋友──熱衷於科技的怪胎伯納德·伯努利（Bernard Bernoulli）。當伯納德收到綠吸盤的信件後，便請他的兩名室友──胖身材、平時替一些樂團處理巡迴演出的霍基（Hoagie）與就讀醫藥科系、舉止有點古怪傻氣的女學生蕾雯（Laverne）一同前去拯救綠吸盤它們。
在伯納德救了紫吸盤和綠吸盤後，紫吸盤仍不放棄征服世界計劃而逃離不見蹤影。為了挽回不可收拾的局面，佛瑞德博士便要求伯納德三人搭乘他利用行動廁所改造、以鑽石作為動力來源、名為「Chron-o-John」的時光機，回到紫吸盤喝廢水前的時刻阻止它。
但因佛瑞德博士在開發過程裡偷工減料，以劣質的彷鑽當作時光機的能量來源，使得伯納德三人在搭乘時光機中出現狀況。之後伯納德雖沒事地回到一開始搭乘時光機的地方，但霍基漂流到距離二十世紀前兩百年的美國開國時期、遇見了喬治·華盛頓以及約翰·漢考克等開國元老人物；蕾雯則是漂流到二十世紀後兩百年已被紫吸盤統治地球的未來世界。為了讓時光機啟動重新回到二十世紀以及阻止紫吸盤征服地球，伯納德三人便透過Chron-o-John內建的可將物品透過時光隧道傳遞之設備互作聯繫；進行了一連串荒謬無厘頭的歷險。

## 遊戲方法

遊戲內容是讓三名角色各待在過去、現在、未來三個時空歷險，因此同一個場景會當玩家切換不同的角色；而呈現不同的風貌。

《瘋狂時代》是以指向與點擊式作為操控方法的冒險遊戲，在介面上延續前作《瘋狂大樓》的方法；即在畫面下有數個命令按鍵。當玩家點選某個按鍵；如「使用」（USE）或是「查看」（LOOK AT），遊戲角色便會以執行此動作。與前作多達15個命令按鍵相比之下，此回的《瘋狂時代》則簡化至9個項目。
在此之前LucasArts發行的冒險遊戲已大量減少會引發遊戲角色死亡、造成遊戲結束的情況，而《瘋狂時代》則是LucasArts所推出第一款內容絕對不會出現角色死去，和玩家因忽略某些步驟造成卡關；而無法繼續玩完遊戲以上情況的作品。
因遊戲故事是架構在時間旅行設定下，所以若玩家讓待在過去時間的角色執行某項動作；會有影響待在未來時空角色身旁事物的可能。而每位角色皆可將所拾獲的東西，丟到時光機器裡傳送給其他角色取用；已嘗試所傳遞的東西是否可作為解開謎題的關鍵物品。
另《瘋狂時代》裡藏有一個彩蛋，內容是在某個遊戲場景裡擺有一台電腦，若玩家下指令讓遊戲角色去操控那台電腦時；便可直接遊玩前作《瘋狂大樓》。而這種「在遊戲裡可以玩其它遊戲」的噱頭，《瘋狂時代》是電子遊戲界的首創。

## 作品開發

### 經緯
遊戲主要開發者由戴夫·葛羅斯曼與提姆·謝弗擔任，因LucasArts考量他們兩者先前已有參與數款由公司發行的冒險遊戲開發經驗；例如《猴島的秘密》以《猴島小英雄2：老查克的復仇》，而評斷已俱備能監製出一款新遊戲的能力，便提議讓他們設計出《瘋狂大樓》的續作。而《瘋狂大樓》的原創者羅恩·吉伯特與蓋瑞·溫尼克；也受邀和戴夫·葛羅斯曼及提姆·謝弗四人一同替《瘋狂時代》撰寫遊戲劇本。當時LucasArts則撥下約六十萬美元的金額，作為《瘋狂時代》的預算。
在遊戲的謎題方面，葛羅斯曼與謝弗跟其他開發組員的討論後，決定以時間旅行方面的題材作為此遊戲謎題的設計方向；並引用了美國建國期間的歷史與人物。而葛羅斯曼為了內容方面的準確，有多次前往圖書館查閱資料並聯繫館員討論。有些卡通影集也是葛羅斯曼設計謎題的靈感來源，如《樂一通》裡的臭鼬大情聖系列中，牠的黑貓女友佩內洛普（Penelope Pussycat）背部被白油漆沾到、變成像是母臭鼬模樣的橋段，便成為遊戲裡一道要在一頭貓身上塗上白色修正液才能完成目的的謎題。
往後葛羅斯曼表示當時在製作《瘋狂時代》過程是他開發電子遊戲經歷裡最有意義的時刻，因為此遊戲的劇本內容、全程的角色語音、以及遊戲畫面添上對白字詞的方式，曾讓一名有學習障礙的孩子遊玩後認識到閱讀樂趣。

### 角色‧美術
在登場角色方面，葛羅斯曼與謝弗經討論後決定從前作《瘋狂大樓》挪出幾名人物於此遊戲再度登場，其中瘋狂的佛瑞德·愛迪生博士一家人與配角伯納德·伯努利被規在一定要採用的角色，而伯納德會被入選的原因為「看起來不夠怪胎的怪胎」。
而新登場的原創角色；伯納德的室友霍基與蕾雯的創造靈感，分別來自謝弗曾見過面的一名叫作東尼（Tony）替樂團麥加帝斯處理表演事務的男子；以及葛羅斯曼以前交往過的一位墨西哥人女友。
原先葛羅斯曼與謝弗打算將玩家可操作的角色增至6名，但考量會增加設計困難度以及製作成本而放棄。而被摒棄的人物包括前作裡一名打扮前衛的女性樂手瑞樂（Razor）、和穿著寬鬆服飾的矮個子原創角色穆格洛（Moonglow）以及另一名同樣原創的具有疲憊世代風格角色切斯特（Chester）。不過切斯特這名角色之後有改成分別名為傑德（Jed）與涅德（Ned）的雙胞胎模樣人物；作為佛瑞德博士家族的祖先成員登場。
在角色的造型方面主要由賴利·艾亨負責設計，他表示先前LucasArts推出的冒險遊戲裡人物造型偏向寫實風格，此回的《瘋狂時代》則以卡通化為主，因此可以有不受限制的動作表現，在呈現用色上也可以較不花費CPU處理時間。
遊戲首席美術為陳彼得擔任，而由查克·瓊斯所創作的《樂一通》系列卡通影集給予了他許多設計背景方面靈感，包括1957年以兔寶寶為主題的動畫《歌劇怎樣啦；老兄？》（What's Opera, Doc?）、或是1953年達菲鴨的《24½世紀的太空飛鴨》（Duck Dodgers in the 24½th Century）等等，陳彼得認為該系列卡通中常以簡單、具趣味性、又有著幻想風格的美術來表現，便想以此設計出令人覺得發笑又有趣的背景造型。

### 技術
《瘋狂時代》採用的遊戲引擎為「SCUMM」；也是當時LucasArts為了製作《瘋狂大樓》而特別設計出的開發工具。SCUMM在用於《瘋狂時代》的開發時也作了許多修正，像是在操控界面部份作了簡化；捨取不需要的操控選項，而切換遊戲角色的功能；也改成只要點選操控列的角色圖示即可。為SCUMM創作者之一的羅恩·吉伯特當時因考慮到遊戲檔案大小的問題，而在一些功能上會有所限制，此限制之後在製作《瘋狂時代》的過場動畫時出現問題而做了調整。

### 配音
此遊戲為LucasArts第一款採用角色配音的作品，遊戲的配音指導由塔莉·芭拉（Temlynn Barra）擔任。選角流程是葛羅斯曼與謝弗先在腦海想像出每名角色談吐時該有的語氣後、再傳達給芭拉知悉讓她從試音帶找出適合人選。另外謝弗家中的姊妹金妮（Ginny）也嘗試參加此遊戲的配音選拔；之後入選則挑選要替佛瑞德博士的妻子艾德娜（Nurse Edna）配音，而謝弗當時為了避免惹議；則未在她挑選角色過程裡發表看法。
主角伯納德的配音人選是葛羅斯曼與謝弗認為較困難的部分，當時葛羅斯曼認為伯納德的聲音應該聽起來像是情境喜劇《WKRP In Cincinnati》裡由演員理查·山德斯（Richard Sanders）所飾演角色列斯·奈斯曼（Les Nessman）的模樣，而芭拉正好與對方的助理有交情，之後成功邀請到理查·山德斯為遊戲配音。
配音最後是在位於好萊塢的222工作室（Studio 222）進行，當時共錄下了約4500句的對白。

### 音樂
作品中的音樂由克林特·班加吉安、彼得·麥康奈爾、麥可·蘭德三人分工協力完成。因遊戲內容是在過去、現在、未來三個不同時間點闖關，其中克林特·班加吉安是主要負責在「過去時間點」的關卡配樂、而彼得·麥康奈爾是「現在時間」部分、麥可·蘭德則是擔任「未來時間」段落。
另處理配樂用的遊戲引擎；則是採用彼得·麥康奈爾與麥可·蘭德所開發的iMUSE。

## 發行
因當時個人電腦市場是正開始讓光碟機作為替換軟碟機、成為標準主機裝置的過渡時期，LucasArts為了考慮尚未採買光碟機升級的玩家；同時推出軟碟及光碟兩種儲存媒介版本。而《瘋狂時代》亦為電子遊戲市場上首款於發售當天，同時推出軟碟與光碟兩種版本的作品。
而軟碟版本無法像光碟版本能存有全部的遊戲配音，葛羅斯曼便在上市前花了數週時間替軟碟版本刪除語音內容。最後整理出的軟碟版本僅在開頭動畫段落保有配音內容；且共需六張軟碟片來安裝遊戲。

## 反應

### 銷售
《瘋狂時代》正式推出後，於美國市面上約賣出8萬份數量的成績。

### 評價
1993年110期的《電腦遊戲世界》表示如果單純地認為《瘋狂時代》只不過是一款《瘋狂大樓》的續作遊戲；就有點像是把高科技太空梭當成是小彈弓的下一代產物，《瘋狂時代》裡頭的幽默劇情、遊戲互動性、以及角色配音皆得到《電腦遊戲世界》的認同；其過場動畫及畫面視角也令人聯想到《樂一通》在1940至1950年代期間播放的卡通影集，並認為即使是在往後的時期裡；這款遊戲的內容仍可為大家帶來歡樂。後續在1996年的第148期中則另外表示《瘋狂時代》不論在各方面表現皆超越了前作《瘋狂大樓》。而1993年第199期的《龍》雜誌欣賞《瘋狂時代》所呈現的卡通美術風格、音效與音樂方面的表現也大力讚賞，肯定此作品可謂史上最佳圖形冒險遊戲作品之一，可惜之處則是《瘋狂時代》與1990年的LucasArts遊戲《紗之器》相同；都有劇情過短讓人未能玩得盡興的情況，《龍》雜誌最後則期望LucasArts公司能持續加油；且製作出遊玩時間可以更長的作品。
地方報紙方面路易斯安那州的《The Advocate》評論《瘋狂時代》與前作《瘋狂大樓》相比之下的進步幅度；有如光年距離般地遙遙領先，不論在控制、圖形、音效方面都有革命般地進化改良而讓人更能盡興體驗遊戲，且稱讚是LucasArts所呈現出另一款高水準娛樂、且不需花太多腦筋便可上手的作品。而波士頓的《波士頓先驅報》欣賞作品裡如電視節目水準的遊戲動畫，且贊成LucasArts採用讓遊戲裡角色絕不會死亡的設定，並認為是一款充滿著誇張情節、令人愉悅、值得一試的冒險遊戲。托雷多的《The Blade》除讚美《瘋狂時代》的視覺效果外；並將此作品與90年代卡通節目《萊恩和史丁比》作比較，而遊戲中音樂或音效的幽默效果皆得到《The Blade》的好評；另外也稱讚演員理查·山德斯為遊戲中角色伯納德配音的表現，整體評價被視為是一款融合了有趣冒險與幽默卡通的遊戲。
美國海外的傳媒如台灣的《新遊戲時代》將《瘋狂時代》評列為4顆星水準之上作品，並在讀者票選的各月國外遊戲排行榜中最高曾拿下第2名成績。馬來西亞的《新海峽時報》反應著《瘋狂時代》內容相當地爆笑，雖然遊戲裡的謎題架構在異想天開的邏輯而得不斷地嘗試摸索解謎，但此情況無損於有趣的內容，並認為這是該年度最俱幽默效果的遊戲。以色列的《耶路撒冷郵報》認為這是一款有史以來見過最有趣、最具娛樂性、且有著最好作品架構的電子遊戲，比起先前LucasArts推出的《猴島的秘密》或《猴島小英雄2：老查克的復仇》等冒險遊戲作品更令人耳目一新，雖然在硬體要求上有些偏高，但值得在電腦上安裝聲霸卡來充分享受遊戲帶來的語音效果。

### 列名項目
- 1996年《電腦遊戲世界》雜誌第148期：史上前150大最佳遊戲第34名[22]
- 2005年IGN網站：史上前100大遊戲第60名[31]
- 2007年IGN網站：史上前100大遊戲第84名[32]
- 2008年電腦與電子遊戲網站：PC平台最佳前100大遊戲第30名[33]
- 2009年IGN網站：前十大LucasArts公司出品冒險遊戲第3名[34]
- 2010年IGN網站：前100大最佳遊戲反派角色第82名（遊戲裡登場的外星生物紫吸盤）[35]
- GameSpot網站：史上最佳電子遊戲介紹專欄作品之一[7]

## 引用
在LucasArts公司開發《瘋狂時代》時；正好另外著手一款清版射擊遊戲類型遊戲《鄰居不是人》，當時因《瘋狂時代》的美術人員有分享工作空間給予《鄰居不是人》製作團隊使用，而《鄰居不是人》遊戲裡也因此在某些場景特別穿插了《瘋狂時代》的角色出現作為回應。另外也有遊戲迷將《瘋狂時代》的畫面擷取下來、另外製作成名為《瘋狂時代後續》（The Day After the Day of the Tentacle）的二次創作網路漫畫供人賞析。

## 重製版本

### 流傳消息
於2012年LucasArts被賣給華特迪士尼後，Kotaku網站傳出被收購前LucasArts有在位於新加坡的部門正著手《瘋狂時代》重製版本之消息，且該重製版的畫面是改以2.5D風格重新設計，但在公司被買下後人事異動不得中斷，雖然LucasArts官方未實際證實此小道新聞。
而由數名前LucasArts員工成立的遊戲公司Telltale Games；在2009年該公司的執行長丹·康諾斯（Dan Connors）表示著若他們為LucasArts的《猴島小英雄》系列所設計的新遊戲《猴島傳說》能在市場上得到不錯回應情況下，可以考慮開發《瘋狂時代》的新作品。

### Double Fine Productions版本
之後2014年在拉斯維加斯舉辦的PlayStation Experience體感大會上，提姆·謝弗正式宣佈將由他個人成立的遊戲公司Double Fine Productions將《瘋狂時代》給重製；並計畫於 Linux、OS X、PlayStation 4等平台上發行。重製的特別版原先預計2015年裡發行；之後延期至2016年3月期間推出。
重製的特別板除了將原有畫面精細度提升外，另包含了可讓玩家聆聽遊戲原先製作群對於此作品的評析，像開發部分的葛羅斯曼與謝弗、美術部分的賴利·艾亨與陳彼得、以及音樂部分的克林特·班加吉安與彼得·麥康奈爾等人員的講解內容。
提姆·謝弗另表示此計畫有得到LucasArts與華特迪士尼的支持，以及原先一開始是只打算將他在1998年推出的3D圖形冒險遊戲《神通鬼大》給重製；但因獲得市面上熱烈迴響便打算再挑選其它之前在LucasArts參與製作的遊戲給重新發行。隨後甚至進一步預定想把1995年個人首次獨自設計的遊戲《極速天龍》，列為下一回重製的目標。

### 重製版評價
遊戲評論網站Eurogamer認為重製版的遊戲氣氛佳，但在處理高解析度畫面效果上有些瑕疵；尤其以更高規格硬體電腦來跑遊戲時此問題會更明顯。IGN則認為重製版在圖形上重新繪製的效果相當好，但因未新增可暗示解謎步驟的提示系統；可能會令此類型遊戲的新手容易陷入卡關情況。US Gamer表示在遊玩重製版時；讓人感受到自1990年代冒險遊戲黃金時期以來未感受到的痛快，而《瘋狂時代》重製版無疑已成為不朽的作品。

## 外部連結
- Double Fine Productions的《瘋狂時代》重製版本官網 （页面存档备份，存于）